# Палло (село)
Палло (укр. Палло, словац. Palov) — село в Сюртэнской сельской общине Ужгородского района Закарпатской области Украины.
Население по переписи 2001 года составляло 422 человека. Почтовый индекс — 89430. Занимает площадь 0,006 км².

## История
В 1946 году указом ПВС УССР село Палово переименовано в Павлово.
В 1995 году селу возвращено историческое название
До июля 1945 года село не было частью чехословацкой Подкарпатской Руси, а относилось к словацкому округу Вельке-Капушаны.
Находится на границе в 600 метрах напротив словацкого села Матёвске-Войковце.